# Copaifera
Copaifera es un género de plantas de la familia Fabaceae original de la cuenca del Amazonas, que se compone de árboles y arbustos de tallo erecto y poco ramificados. Comprende 89 especies descritas y de estas, solo 45 aceptadas.

## Descripción
Son árboles, que alcanzan un tamaño de hasta 30 m de alto, inermes, fuste cilíndrico con lenticelas conspicuas, corteza aromática. Hojas 1-pinnadas; folíolos 4–8 pares, opuestos o subopuestos, ovados a oblongos, 3–7 cm de largo y 1.5–3 cm de ancho, falcados, ápice agudo a abruptamente acuminado, base redondeada a obtusa o cuneada, coriáceos, peciólulos 1–2 mm de largo; estípulas pequeñas, caducas. Inflorescencia un racimo o panícula terminal o subterminal, flores no vistas pero probablemente pequeñas; sépalos 4; pétalos ausentes; estambres 10 o reducidos a 8; estilo terminal. Fruto dehiscente, orbicular o ampliamente elipsoide, 2.5–3 cm de largo y 2–2.5 cm de ancho, valvas mucronadas, obscuras al secarse, con un exudado resinoso, estípite de 3–4 mm de largo; semilla 1, ovoide o elipsoide, ca 1.5 cm de largo, arilo cubriendo la mitad de la semilla, resinoso.

## Taxonomía
El género fue descrito por Carlos Linneo y publicado en Species Plantarum, Editio Secunda 1: 557. 1762. La especie tipo es: Copaifera officinalis (Jacq.) L.

## Especies aceptadas
A continuación se brinda un listado de las especies del género Copaifera aceptadas hasta julio de 2014, ordenadas alfabéticamente. Para cada una se indica el nombre binomial seguido del autor, abreviado según las convenciones y usos.	
| - Copaifera aromatica Dwyer - Copaifera baumiana Harms - Copaifera bracteata Benth. - Copaifera brasiliensis Dwyer - Copaifera bulbotricha Rizz. & Heringer - Copaifera canime Harms - Copaifera cearensis Ducke - Copaifera chodatiana (Hassler) J.Leonard - Copaifera coriacea Martius - Copaifera depilis Dwyer - Copaifera duckei Dwyer - Copaifera elliptica Martius - Copaifera epunctata Amshoff - Copaifera glycycarpa Ducke - Copaifera guyanensis Desf. - Copaifera gynohirsuta Dwyer - Copaifera jacquiniana G.Don - Copaifera jacquinii Desf. - Copaifera jussieui Hayne - Copaifera laevis Dwyer - Copaifera langsdorffii Desf. - Copaifera lucens Dwyer | - Copaifera luetzelburgii Harms - Copaifera magnifolia Dwyer - Copaifera majorina Dwyer - Copaifera malmei Harms - Copaifera marginata Benth. - Copaifera martii Hayne - Copaifera mildbraedii Harms - Copaifera multijuga Hayne - Copaifera nana Rizz. - Copaifera oblongifolia Martius - Copaifera officinalis L. - Copaifera panamensis (Britton & Rose) Standley - Copaifera paupera (Herzog) Dwyer - Copaifera piresii Ducke - Copaifera pubiflora Benth. - Copaifera religiosa J.Leonard - Copaifera reticulata Ducke - Copaifera rondonii Hoehne - Copaifera salikounda Heckel - Copaifera trapezifolia Hayne - Copaifera utilissima J.Saldanha - Copaifera venezuelana Harms & Pittier |

## Nombres comunes
Varias especies, como Copaifera guyanensis, C. langsdorffii y C. officinalis reciben los nombres de copaiba del Brasil y tacamaca de Venezuela. De ellas se extrae el bálsamo de copaiba.